# Karl Krull

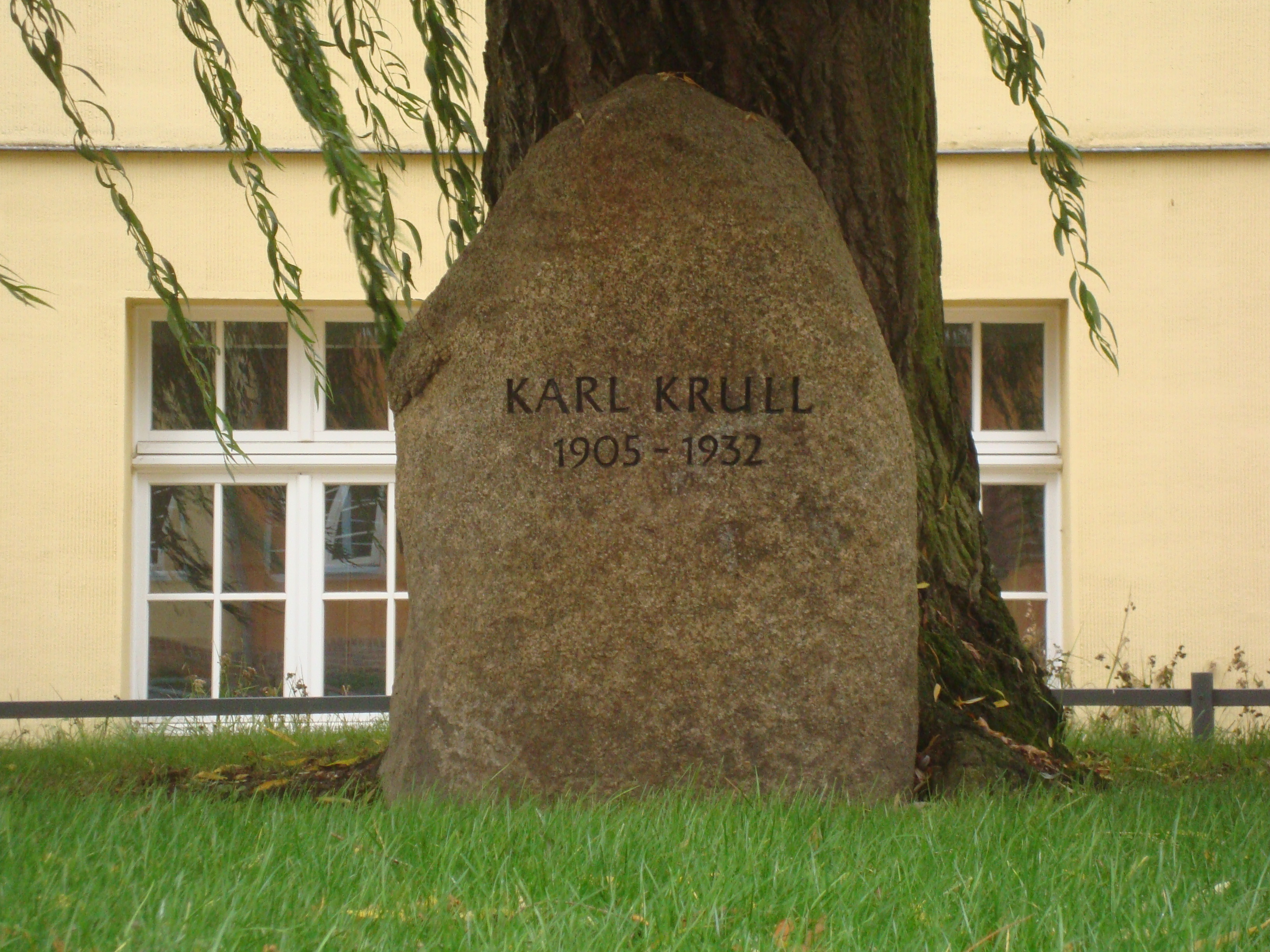
Gedenkstein vor der Karl-Krull-Schule in Greifswald

Karl Krull (* 27. Oktober 1905 in Fuhlendorf, Kreis Franzburg; † 20. Juli 1932 in Stralsund) war ein deutscher Lehrer und Sozialdemokrat.

## Leben
Krull wurde 1905 in Fuhlendorf geboren. Sein Vater war Oberlotse. Nach den Schulbesuchen in Barhöft und Stralsund und dem Besuch des Lehrerseminars in Franzburg bekam Karl Krull eine Anstellung als Lehrer in Greifswald. Er trat früh der SPD bei.
Im Sommer 1932 leitete Krull ein Ferienlager der sozialdemokratischen Jugendorganisation Rote Falken im Wald bei Negast. In Stralsund war für den 19. Juli 1932 ein Auftritt Adolf Hitlers auf einer Kundgebung geplant. Zur Unterstützung der Stralsunder Polizei wurde ein Kommando der Stettiner Schutzpolizei aufgeboten. Bei ähnlichen Kundgebungen war es zuvor in ganz Deutschland zu gewaltsamen Auseinandersetzungen von Kommunisten und Nationalsozialisten gekommen. Nachdem es gerüchteweise geheißen hatte, dass Hitler auf seinem Weg nach Stralsund durch Negast fahren würde, versammelten sich dort zum Schutz des Ferienlagers viele Stralsunder Sozialdemokraten und deren Sympathisanten. Daraufhin entsandte die Polizei ein Aufgebot unter dem Kommando des Leutnants Braun zum Lager, in dem sich angeblich bewaffnete Gegner der Kundgebung versteckt hielten.
Über das genaue Geschehen im Lager nach dem Eintreffen der Polizei gibt es je nach Quelle abweichende Angaben. Der amtliche Polizeibericht vermeldet über den Einsatz: „Als die Schutzpolizei vorsichtig heranfuhr, fielen aus dem Walde die ersten Schüsse. Das Feuer wurde von der Polizei erwidert, nachdem zuerst Schreckschüsse abgegeben worden waren. Der in Greifswald beamtete Lehrer Krull aus Barhöft wurde schwer und eine weitere Person leicht verletzt.“ Ein Augenzeuge dagegen gab an, dass die Polizei nach der Aufforderung zum Verlassen des Gebäudes gleich geschossen hätte. In einem 1999 in Bonn veröffentlichten Band über Gedenkstätten für die Opfer des Nationalsozialismus heißt es wiederum, dass das Gebäude von der Polizei umstellt worden und Krull, nachdem er das Gebäude verlassen hatte, mit einem Kopfschuss getötet worden wäre. Eine weitere Quelle nennt als Ursache einen Querschläger, der Krull auf seinem Weg vom Zeltlager zum Gebäude getroffen hätte.
Krull starb am 20. Juli 1932 in Stralsund im Krankenhaus an den Folgen der Schussverletzung. Er wurde auf dem Knieperfriedhof St. Jürgen in Stralsund bestattet. Sein Grabstein existiert noch heute.
In der DDR wurde Krull als antifaschistischer Widerstandskämpfer geehrt. Am 5. Juni 1945 wurde auf Beschluss des Rates der Stadt Stralsund die Straße In der Aue in Karl-Krull-Straße umbenannt. Die Pionierorganisation der Stralsunder Fiete-Dettmann-Schule trug den Namen Krulls, ein Gedenkstein erinnerte dort von 1969 bis 1991 an ihn, und in einigen Dörfern und Städten trugen und tragen Schulen seinen Namen, so noch heute in Steinhagen und Greifswald. In Negast wurde 1955 ein Gedenkstein für Krull aufgestellt, der die Inschrift „Karl Krull. Dem aufrechten Antifaschisten zum Gedenken“ trägt. Eine im Rathaus Stralsund aufgestellte Gedenkplatte verschwand im September 1992 spurlos.